# Estrategia mixta
En teoría de juegos una estrategia mixta, a veces también llamada estrategia mezclada (del nombre en inglés mixed strategy), es una generalización de las estrategias puras, usada para describir la selección aleatoria de entre varias posibles estrategias puras, lo que determina siempre una distribución de probabilidad sobre el vector de estrategias de cada jugador. Una estrategia totalmente mixta es aquella en la que el jugador asigna una probabilidad estrictamente positiva a cada estrategia pura. Las estrategias totalmente mixtas son importantes para el refinamiento del equilibrio de Nash.

## Definiciones formales
Los matemáticos que se dedican a la teoría de juegos han llegado a representar formalmente algunos juegos mediante una tabla rectangular o producto cartesiano de conjuntos. Los elementos fundamentales para representar formalmente un juego de esa manera son el conjunto de jugadores (N), el conjunto de estrategias puras disponibles ({\displaystyle \scriptstyle \{D_{j}\}_{j\in N}}) y las funciones de pago o ganancia para cada una de esas estrategias.
En esas condiciones la representación formal de un "juego rectangular" consta de un conjunto N, de una colección de conjuntos {\displaystyle \{{D_{j}}\}_{j\in N}} y de una colección de funciones {\displaystyle \{{\varphi _{j}}\}_{j\in N}} donde

{\displaystyle \varphi _{j}:\prod _{j\in N}D_{j}\rightarrow \mathbb {R} \,}.

A N le llamaremos el conjunto de jugadores, a cada {\displaystyle D_{j}} el conjunto de estrategias puras del jugador j y a {\displaystyle \varphi _{j}} la función de pago del jugador j. A veces por comodidad se usará una sola función de pago que consistirá en considerar cada {\displaystyle \varphi _{j}} como la j-ésima componente de un vector N-dimensional, es decir, se considerará un juego rectangular {\displaystyle (N,D_{j},\phi )}, con

{\displaystyle \varphi :\prod _{j\in N}D_{j}\rightarrow {\mathbb {R} }^{N}\,}.

Denotaremos {\displaystyle \prod _{i\in N}D_{i}=D}

### Estrategia mixta
Dado un juego rectangular {\displaystyle (N,D_{j},{\phi }_{j})}, decimos que {\displaystyle X^{j}\in R^{l_{j}}} es una estrategia mixta del jugador j, si para toda {\displaystyle \sigma ^{j}\in D_{j}}, {\displaystyle x_{\sigma ^{j}}^{j}\geq 0} y {\displaystyle \sum _{\sigma ^{j}\in D_{j}}x_{\sigma j}^{j}=1}. El entero {\displaystyle l_{j}} denota el número de estrategias puras del jugador j.
Intuitivamente, una estrategia mixta es un vector que asocia cierta probabilidad a cada estrategia pura del jugador j, de ahí que cada entrada tenga que ser no negativa y la suma de todas ellas sea 1.
En una estrategia mixta {\displaystyle X^{j}} del jugador j, {\displaystyle x_{\sigma ^{k}}^{j}} se interpreta como el peso o probabilidad que el jugador j le asocia a su estrategia pura {\displaystyle \sigma ^{k}}.
La letra {\displaystyle M_{j}} denotará al conjunto de estrategias mixtas del jugador j y M al producto cartesiano de los conjuntos {\displaystyle M_{j}}. A cada elemento de M lo llamaremos un perfil de estrategias mixtas.
En particular, podemos considerar una estrategia mixta de la forma {\displaystyle x_{\sigma ^{k}}^{j}=1} para algún k, {\displaystyle x_{\sigma ^{i}}^{j}=0} para todo i distinto de k. Dichas estrategias corresponden a las estrategias puras, de aquí que estas últimas sean un caso particular de las estrategias mixtas.

### Función de pago esperado
La función de pago esperado de un juego rectangular {\displaystyle (N,\{D_{j}\}_{j\in N},\varphi )} es la función {\displaystyle E:M\rightarrow \mathbb {R} ^{N}} definida como:
{\displaystyle E(X^{1},X^{2},...,X^{N})=\sum _{(\sigma _{1},\sigma _{2},...,\sigma _{N})\in D}x_{\sigma _{1}}^{1}x_{\sigma _{2}}^{2}...x_{\sigma _{N}}^{N}\varphi (\sigma _{1},\sigma _{2},...,\sigma _{N})}
Intuitivamente, la función de pago esperado se basa en la definición de valor esperado, es decir, el pago promedio para cada jugador consistirá en la suma de cada ganancia posible (dada por {\displaystyle \varphi }) por la probabilidad de que se dé esa ganancia (ésta probabilidad es justamente el producto de las {\displaystyle \sigma _{j}}). De aquí que exista implícitamente una suposición de independencia en la toma de decisiones, es decir, aunque los jugadores puedan llegar a hacer pactos, al momento de tomar su decisión no hay ninguna fuerza externa que los haga mantener su promesa.
Denotaremos la función de pago esperado del jugador j como {\displaystyle E_{j}}, que estará definida como la j-ésima componente de la función de pago esperado.
Estas funciones son importantes tanto en la teoría como en la práctica, pues están estrechamente relacionadas con los equilibrios de Nash.

### Estrategias Mixtas y equilibrios de Nash
Fue John Forbes Nash en su tesis de doctorado quien demostró que cualquier juego rectangular finito tiene al menos un equilibrio de Nash en estrategias mixtas (la existencia de equilibrios no necesariamente se da para las estrategias puras). Los equilibrios de Nash tienen importancia crucial en la teoría de juegos ya que corresponden a estrategias estables.

## Ejemplos

### Juegos de coordinación
|   | A    | B    |
| A | 1, 1 | 0, 0 |
| B | 0, 0 | 1, 1 |

El juego mostrado a la derecha se conoce como juego de coordinación. En él, un jugador elige las filas y otro las columnas. El jugador de las filas recibe la recompensa marcada por el primer dígito, el de las columnas la marcada por el segundo. Si el de las filas opta por jugar A con probabilidad 1 (es decir, juega A seguro), entonces está jugando una estrategia pura. Si el de las columnas elige lanzar una moneda y jugar A si sale cara y B si sale cruz, entonces está jugando una estrategia mixta.

### Piedra, papel o tijera
Consideremos el juego piedra, papel o tijera con la matriz de pagos dada por:
|        | Piedra | Papel | Tijera |
| Piedra | 0      | -1    | +1     |
| Papel  | +1     | 0     | -1     |
| Tijera | -1     | +1    | 0      |

Supongamos que el jugador 1 juega siempre en estrategias puras, por ejemplo piedra. Entonces el jugador 2 podría sacar ventaja de ello jugando siempre papel. Una mejor respuesta del jugador 1 sería entonces jugar con estrategias mixtas, es decir, asignarle cierta probabilidad a cada estrategia y en cada jugada elegir aleatoriamente de acuerdo a la distribución elegida.
Puede demostrarse que siempre que haya sesgo en estas probabilidades (es decir, cuando se le asigne más probabilidad a una estrategia que a otra), el otro jugador puede sacar ventaja de ello y mejorar su pago esperado. De este modo, el juego sólo tiene un equilibrio de Nash y es (1/3,1/3,1/3), es decir, jugar con igual probabilidad cada estrategia (siempre y cuando se mantengan los pagos dados por la matriz).

### Competencia de empresas
Las estrategias mixtas tienen otras interpretaciones además de la frecuencia con la que se elige cada estrategia pura a lo largo de distintos juegos.
Consideremos una empresa que tiene el monopolio de un producto y una recién llegada que quiere entrar a competir por dicho mercado. Justo antes de que la nueva empresa entre al mercado, el monopolio decide lanzar una campaña de publicidad, para la cual existen tres opciones: Regalar productos (con un costo x), anunciarse en la prensa escrita (con un costo y) o anunciarse en medios electrónicos (con un costo z). La nueva empresa solo tiene dos opciones: entrar a competir o no entrar. La matriz de pagos del juego está dada como sigue:
|                     | Entrar   | No entrar |
| Regalar muestras    | (40,20)  | (90,0)    |
| Prensa              | (30,10)  | (60,0)    |
| Medios electrónicos | (50,-15) | (60,0)    |

Si el monopolio jugara en estrategias puras dedicaría todo el capital disponible para una de las estrategias. Podemos pensar en cambio que el monopolio tiene la opción de no hacerse publicidad en un solo medio, sino repartir el dinero disponible en dos o más de las estrategias. Por ejemplo, la estrategia mixta (1/2,1/4,1/4) significa que el monopolio gastó x/2 en regalar muestras, y/4 en medios escritos y z/4 en medios electrónicos. Podemos entonces usar las estrategias mixtas para encontrar la mejor respuesta del monopolio ante la amenaza del competidor.